# スター・ビースト
「スター・ビースト」（原題：The Star Beast）は、イギリスのSFドラマ『ドクター・フー』の60周年記念スペシャルエピソード第1話。本作は"Doctor Who Magazine"上に掲載されたパット・ミルズおよびデイヴ・ギボンズによるコミックを原作とし、ラッセル・T・デイヴィスが脚本、レイチェル・タラレイが監督を担当し、2023年11月25日に放送された。
本作では、2005年から2010年まで10代目ドクター役を演じたデイヴィッド・テナントが14代目ドクター役で出演し、10代目ドクターのコンパニオンであったドナ・ノーブル役のキャサリン・テイトと共演した。再会を果たした14代目ドクターとドナは異星人ミープを巡る戦いに巻き込まれる。

## あらすじ
14代目ドクター（演：デイヴィッド・テナント）に再生したドクターは、何故か顔がかつての10代目ドクターと同じものに変化した。現代のロンドンに不時着したドクターが街中を歩いていると、かつて共に旅をしたドナ・ノーブル（演：キャサリン・テイト）と再会し、またその娘ローズ（演：ヤスミン・フィニー）と出会う。ドナはヒトでありながら第4シリーズ「旅の終わり」でタイムロードの知識を獲得し、自らの命を危険に晒しながら宇宙を救っていたが、最終的に彼女の身を案じたドクターにより旅に関連する記憶を抹消されていた。ドナは記憶を失いながらも何かが生活に欠けていることを認識しており、ドクターはドナが記憶を取り戻せば彼女の死に直結するという危機に瀕する。
ドクターはロンドンに墜落する宇宙船を目撃してその墜落地点付近に急行し、またローズはミープと名乗る哺乳類様地球外生命体と遭遇する。ミープはモンスターに追われている旨を主張し、それを聞いたローズは自宅の敷地内にある作業小屋にミープをかくまい、小屋で製作しているぬいぐるみとして偽装する。ドクターはドナの家族やミープと合流してミープの話に耳を傾けるが、そこにミープの主張するモンスターの群れ、ならびに地球外生命体に対処する軍隊であるUNITの部隊が出現する。彼らがドナの家で互いに交戦を開始したため、ドクターたちはソニック・スクリュードライバーで窮地を切り抜けて脱出を果たす。
逃走の過程でドクターはミープの主張するモンスターの行動に不自然性を覚え、地下駐車場にてシャドー議定書に則り裁判を開始する。この裁判の過程でミープを追って地球に到来したロース・ウォーリアーは邪悪な種族でなく、むしろ人道的武器を用いて凶悪なミープの捕獲を目標に行動していたことが発覚する。ノーブル家を襲撃したUNITの部隊はミープによる幻覚の支配を受けた者たちであった。本性をあらわにしたミープはロース・ウォーリアーを殺害してドクターらを捕縛し、ロンドンを崩壊させて宇宙への逃亡を画策する。ミープの拘束を脱したドクターはミープの行動を阻止しようとするが、それにドナも同行する。
ロンドンに暮らす900万人の生命を守るため、ドクターはドナの記憶を復活させ、タイムロードの知識を駆使してミープの企みを阻止する。生命に危機が訪れるドナであったが、タイムロードとしての膨大なエネルギーと情報量を娘のローズが分担することにより一命をとりとめ、彼らはミープによる部隊の洗脳を解除してミープを無力化する。最終的にドナとローズはタイムロードのエネルギーを放出して生還し、完全に危機を脱する。男性の姿をしたタイムロードではエネルギーの放出方法を思いつかなかったが、ドナとローズが共に女性の体を持っていたがために可能であったという。
事態の収拾がついたドクターは内装の変化したタイムマシン・ターディスにドナを案内する。ドナはターディスの制御盤に備え付けられたコーヒーメーカーからコーヒーを手にするが、誤って制御盤に溢してしまい、ターディスの暴走が始まる。制御盤が火を噴く中、ターディスが不明な場所への時空間移動を開始し、次話「ワイルド・ブルー・ヨンダー」に続く。

## キャスト
※括弧内は日本語吹替。
- 14代目ドクター：デイヴィッド・テナント（関俊彦）
- ドナ・ノーブル：キャサリン・テイト（雨蘭咲木子）
- ミープ：セシリー・フェイ（内山茉莉）
- ローズ：ヤスミン・フィニー（英語版）（萱間円佳）
- シルビア・ノーブル︰ジャクリーン・キング（宮沢きよこ）
- ショーン・テンプル：カール・コリンズ（関口雄吾）
- シャーリー・ビンガム︰ルース・マデリー（石井未紗）
- ファッジ︰ダラ・ラル（南野こころ）
- ゾグロフの声︰ネッド・ポーティアス（堀総士郎）
- ズリーグの声︰ジョン・ホプキンソン（いとうさとる）

日本語吹替版その他出演︰横田大輔、秋葉恭平、黒田浩一、鷲見昴大、中村慈、観世智顕、長田任、比護あかね、石川貴大
日本語吹替版スタッフ 演出：吉田啓介

## 制作

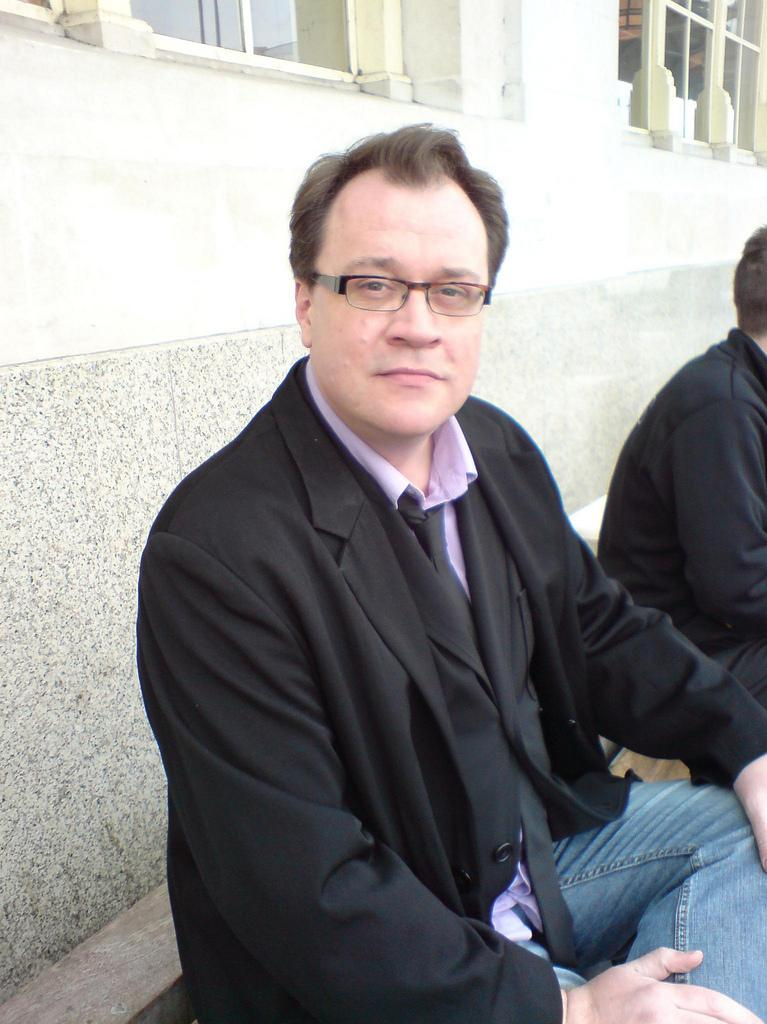
60周年記念スペシャルおよびその後のシリーズの制作総指揮に復帰した人物であるラッセル・T・デイヴィス

2021年7月、BBCは2018年以降『ドクター・フー』の制作総指揮を務めていたクリス・チブナルが2022年の特別編の後に13代目ドクター役のジョディ・ウィテカーと共に降板することを報じた。2021年8月25日にBBCドラマ部部長のピアーズ・ウェンガーは今後の変化により『ドクター・フー』が「ラディカル」になるであろうと揶揄した。
2021年9月24日、かつて9代目ドクターと10代目ドクターの時期である2005年から2010年にかけて制作総指揮を担当したラッセル・T・デイヴィスの復帰が報じられ、2023年の60周年スペシャルからその後のシリーズに亘ってチブナルの後を引き継ぐことが明かされた。デイヴィスはかつての『ドクター・フー』エグゼクティブプロデューサーであったジュリー・ガードナーやかつてのBBCドラマ部部長ジェーン・トランターによって設立されたBad Wolfプロダクションカンパニー (en) に所属した。Bad Wolfはこの特別番組以降『ドクター・フー』のクリエイティブ・コントロールも引き継ぎ、BBC studiosは『ドクター・フーのをグローバルブランドとしての確立に集中できるようになった。エグゼクティブプロデューサーにはフィル・コリンソンとガードナーおよびトランターが復帰し、新たにジョエル・コリンズが加わった。デイヴィスはカーディフのBad Wolf Studiosでプリプロダクションが開始されたことを2022年3月に明かした。スペシャルの編集はティム・ホッジスが担当した。
本作の物語はコミックストリップ "The Star Beast" を原作とする。当該作はパット・ミルズが執筆し、デイヴ・ギボンズが絵を担当する形で、1980年にDoctor Who Weeklyに掲載された。なおその後2019年にBig Finish Productionsによりオーディオストーリー化もされている。ギボンズによれば、番組は登場人物をどう使用しても良かったが、彼とミルズに対してストーリーを使用するための報酬を支払ったという。

### 配役
本作を含む60周年スペシャルではデイヴィッド・テナントとキャサリン・テイトがシリーズに復帰した。テナントは初めて14代目ドクターを演じることとなったが、テイトは引き続きドナ・ノーブルを演じた。2022年12月25日にはジャクリーン・キングとカール・コリンズがそれぞれシルビア・ノーブル役とショーン・テンプル役で「時の終わり」以来の再出演を果たすことが明らかにされ、またルース・マデレイがUNIT科学顧問シャーリー・アン・ビンハム役で出演することが報じられた。ヤスミン・フィニーもローズと呼ばれる登場人物の役で出演することが明かされ、後にBBCは当該人物がドナとショーンの娘ローズ・ノーブルであることを報じた。2023年9月14日には、ミリアム・マーゴリーズがミープの声優として報じられた。

### 撮影
第1話の監督にはレイチェル・タラレイが復帰した。タラレイはかつてピーター・カパルディが12代目ドクターとして出演した時期の最終話「戦場と二人のドクター」の監督を担当していた。撮影は2022年5月に開始され、同年7月末に終了した。

## 放送とレーティング

### 放送
「スター・ビースト」は2023年11月25日に2023年スペシャルの第一弾として放送された。本作は11月6日にロンドンのバタシー発電所でプレスリリースとプレミア上映が行われ、また11月23日にカーディフでRoyal Television Society記念式典の一環として特別上映が行われた。
本作はDisney+でも配信された。日本での配信は時差の関係で2023年11月26日となった。

### レーティング
「スター・ビースト」は当日夜にイギリス国内で508万人の視聴者が視聴し、515万人を記録した「終わらない悪夢と新たな旅」（2019年）以来の好記録を獲得した。その夜放送された番組の中ではStrictly Come Dancing (en) に次ぐ記録であり、また2023年のイギリスのテレビドラマシリーズとしては放送時点で最大の幕開けであった。連結視聴者数は761万人に達し、これは776万人を記録した「暗闇の中の希望」（2018年）以来の好記録となり、その週で10番目に多く視聴された番組となった。Appreciation Index (Appreciation Index) の値は84で、これは「残酷な宇宙の時間」（2017年）以来の最高記録となった。
イギリスでは配信開始と同時にSNSのトレンドランキング1位に上り、やがて世界ランキング1位も獲得した。

### 批評家の反応
「スター・ビースト」に対する批評家のレビューは肯定的であった。The GuardianのJack Seale本作の評価を4/5とし、「楽しく軽快でそして速い」と述べ、トランスジェンダーコミュニティに対する本作の取り扱いも称賛した。Anita SinghはThe Sunday Telegraphは本作のトランスジェンダー支持の姿勢を批判しつつ、「大衆の興味を取り戻す必要のあるフランチャイズにとって完璧な再入場である」として評価を4/5とした。エド・パワーはThe Independentで、チブナル期の複雑なエピソードの後で本作が基本に立ち返ったアプローチを称賛し、特に14代目ドクターを演じたテナントの演技を高く評価した。BBCのニール・アームストロングの評価はより複雑であり、ファンを喜ばせる内容が多い一方で新規視聴者の獲得が難しいと指摘し、また進歩主義的姿勢に焦点を当てたことについて「説教臭い」とした。
また本作でトランスジェンダーの登場人物であるローズを登場させたことについて「不適切」であるとして、BBCは視聴者から144件に上る苦情を受けた。